# یواس‌اس گیر (ای‌آراس-۳۴)
یواس‌اس گیر (ای‌آراس-۳۴) (به انگلیسی: USS Gear (ARS-34)) یک کشتی بود که طول آن ۲۱۳ فوت ۶ اینچ (۶۵٫۰۷ متر) بود. این کشتی در سال ۱۹۴۲ ساخته شد.